# Riccardia pallida
Riccardia pallida là một loài rêu trong họ Aneuraceae. Loài này được Spruce Meenks & C. De Jong mô tả khoa học đầu tiên năm 1985.